# سليم الشمري
سليم الشمري (من مواليد البصرة، جنوب العراق) مصمم أزياء عراقي. تقتضي وظيفته اختيار الأقمشة المستخدمة، والنماذج، وتحديد مواضع الإضاءة لعروض المدرج، بالإضافة إلى صنع الملابس.  تخرج في جامعة بغداد وحصل على إجازة في علم الأحياء الدقيقة بدرجة بكالوريوس، وعاد فيما بعد لدراسة الفن.  أقام العديد من عروض الأزياء في العراق، أبرزها معرض عام 1991 في فندق فلسطين الذي حضره وفد من الأمم المتحدة الذي زار العراق، وأعجب بتصاميمه التي قدموا له اتصالات وعناوين دور الأزياء في الولايات المتحدة وأوروبا.  قبل عام 2003، كان سالم ناجحًا للغاية في العراق، لكن الإطاحة بصدام حسين ونظامه أدى إلى خسارة في الإيرادات والعملاء له.
وذكر أيضًا أنه تعرض للاعتداء من قبل مسلحين، حيث داهم 11 مهاجمًا منزله وشتموه وضربوه وسرقوا منه حوالي 50 ألف دولار نقدًا ومجوهرات زوجته. 
جعلت حرب العراق الحالية الأعمال التجارية صعبة له بشكل متزايد مع فرار العديد من مصممي الأزياء والأشخاص الليبراليين من العراق إلى دول مختلفة. 
وعن الموضة العراقية، يقول: «كانت الثمانينيات في القرن التاسع عشر هي السنوات الذهبية للموضة» . «كانت العصور الوسطى أفضل من اليوم». 